# Sonia Magarelli
Sonia Magarelli (Napoli, 21 novembre 1972) è un'ex pallanuotista italiana.
Ha partecipato con il Setterosa alle edizioni dei campionati europei di Bonn (1989) ed Atene (1991). Dal 1985 al 1991 vinse lo scudetto con il Volturno.
È coniugata con l'ex pallanuotista Ferdinando Gandolfi, noto per aver segnato la rete decisiva nella finale dell'Olimpiade del 1992 contro la Spagna.

## Palmarès

### Nazionale
- Europei

Atene 1991: 